# Эль-Боске (муниципалитет)
Эль-Боске (исп. El Bosque) — муниципалитет в Мексике, штат Чьяпас, с административным центром в одноимённом посёлке. Численность населения, по данным переписи 2020 года, составила 24 273 человека.

## Общие сведения
Название El Bosque с испанского языка переводится, как лес.
Площадь муниципалитета равна 159,2 км², что составляет 0,2 % от площади штата, а наиболее высоко расположенное поселение Альваро-Обрегон, находится на высоте 1577 метров.
Он граничит с другими муниципалитетами Чьяпаса: на севере с Симоховелем, на востоке с Чальчиуитаном, на юге с Сантьяго-эль-Пинаром и Ларрайнсаром, на западе с Бочилем и Хитотолем.

## Учреждение и состав
Муниципалитет был образован в 1915 году, по данным 2020 года в его состав входит 160 населённых пунктов, самые крупные из которых:
| Код INEGI                  | Населённый пункт                                                                    | Численность населения (2005 год) | Численность населения (2010 год) | Численность населения (2020 год) |
| -------------------------- | ----------------------------------------------------------------------------------- | -------------------------------- | -------------------------------- | -------------------------------- |
| 014                        | Всего                                                                               | 14932                            | 18559                            | 24273                            |
| 0001                       | Эль-Боске (исп. El Bosque) 17°03′44″ с. ш. 92°43′17″ з. д. (административный центр) | 3952                             | 5155                             | 5833                             |
| 0058                       | Сан-Педро-Ничталукум (исп. San Pedro Nichtalucum) 17°02′05″ с. ш. 92°43′37″ з. д.   | 2038                             | 1881                             | 3126                             |
| 0032                       | Платанос (исп. Plátanos) 17°00′14″ с. ш. 92°44′34″ з. д.                            | 1785                             | 1992                             | 2671                             |
| 0045                       | Сан-Каетано (исп. San Cayetano) 16°57′39″ с. ш. 92°45′33″ з. д.                     | 1323                             | 1833                             | 1945                             |
| 0003                       | Альваро-Обрегон (исп. Álvaro Obregón) 17°01′41″ с. ш. 92°48′30″ з. д.               | 611                              | 867                              | 1539                             |
| 0004                       | Лос-Анхелес (исп. Los Ángeles) 17°02′40″ с. ш. 92°45′05″ з. д.                      | 523                              | 560                              | 949                              |
| 0016                       | Чабахебаль (исп. Chabajebal) 17°02′50″ с. ш. 92°41′05″ з. д.                        | 662                              | 746                              | 694                              |
| —                          | Прочие                                                                              | 4038                             | 5525                             | 7516                             |
| Названия на карте Генштаба |                                                                                     |                                  |                                  |                                  |

## Экономическая деятельность
По статистическим данным 2000 года, работоспособное население занято по секторам экономики в следующих пропорциях:
- сельское хозяйство (основные выращиваемые культуры: кофе, кукуруза, бобы и бананы) и скотоводство — 90 % ;
- промышленность и строительство — 1,9 %;
- торговля, сферы услуг и туризма — 6,5 %;
- безработные — 1,6 %.

## Инфраструктура
По статистическим данным 2020 года, инфраструктура развита следующим образом:
- электрификация: 97,8 %;
- водоснабжение: 38,8 %;
- водоотведение: 95,2 %.

## Туризм
В муниципалитете в течение года проходят пять карнавальных празднований в честь различных Святых.